# Scarpe
Scarpe – rzeka we Francji, przepływająca przez tereny departamentów Nord oraz Pas-de-Calais, o długości 102 km. Stanowi dopływ rzeki Skaldy.